# Vodárenská věž Ķemeri
Vodárenská věž Ķemeri, lotyšsky Ķemeru ūdenstornis, je vodárenská věž a rozhledna v lázeňském parku Ķemeri (Ķemeru kūrorta parks) v části Ķemeri města Jūrmala v Lotyšsku.

## Další informace
Vodárenská věž Ķemeri má výšku 42 m a je součástí lotyšského průmyslového dědictví a architektonickou památkou národního významu. Byla postavena v roce 1929. Po rekonstrukci v roce 2021 byla vodárenská věž zpřístupněna. Vodní stavba je funkční a uvnitř je muzeum zaměřené na historii Ķemeri a dvě pozorovací plošiny ve výšce 12 m a 42 m. Vodárenská věž je přístupná v otvíracích hodinách a nevybírá se vstupné.

## Galerie

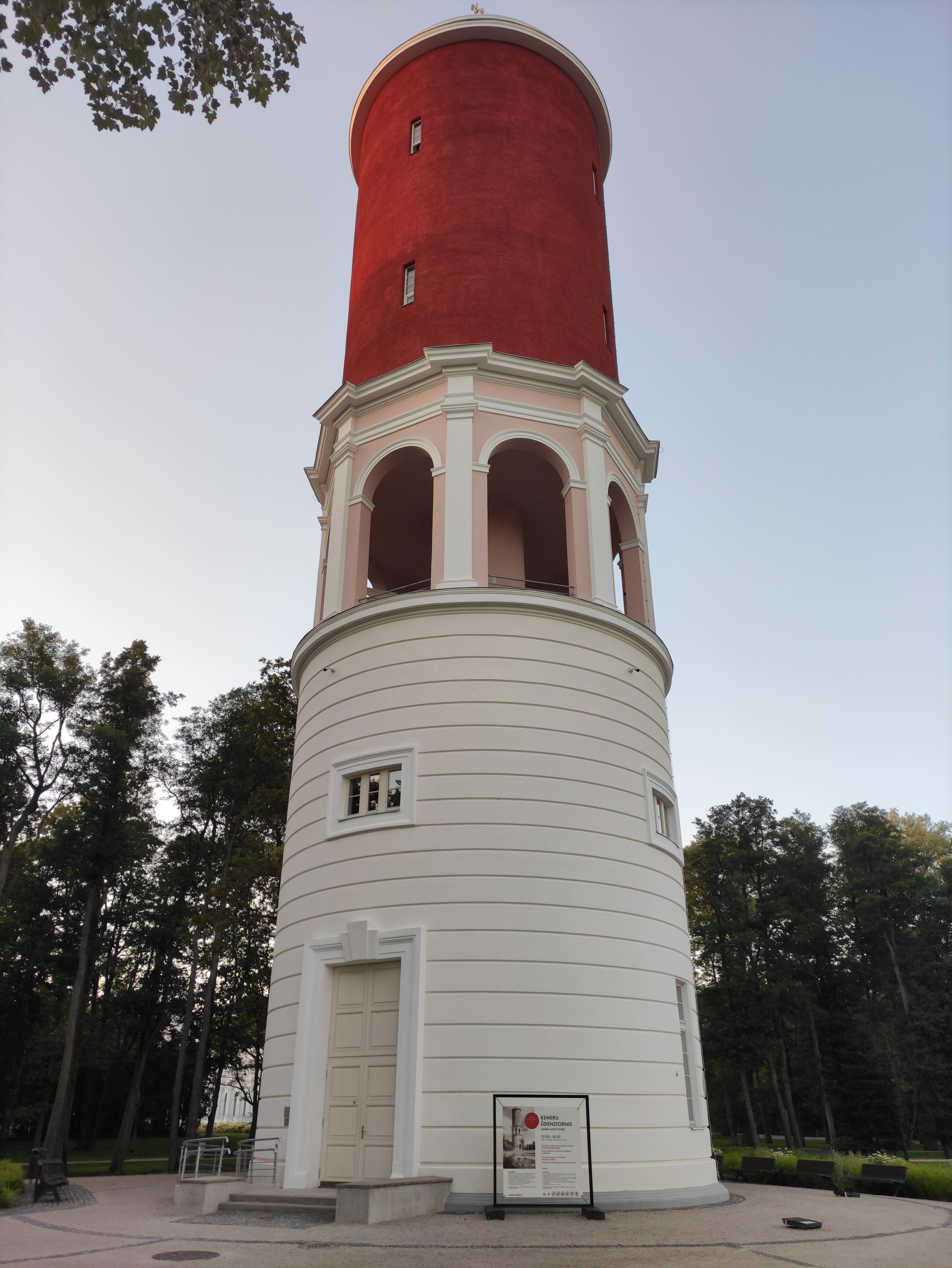
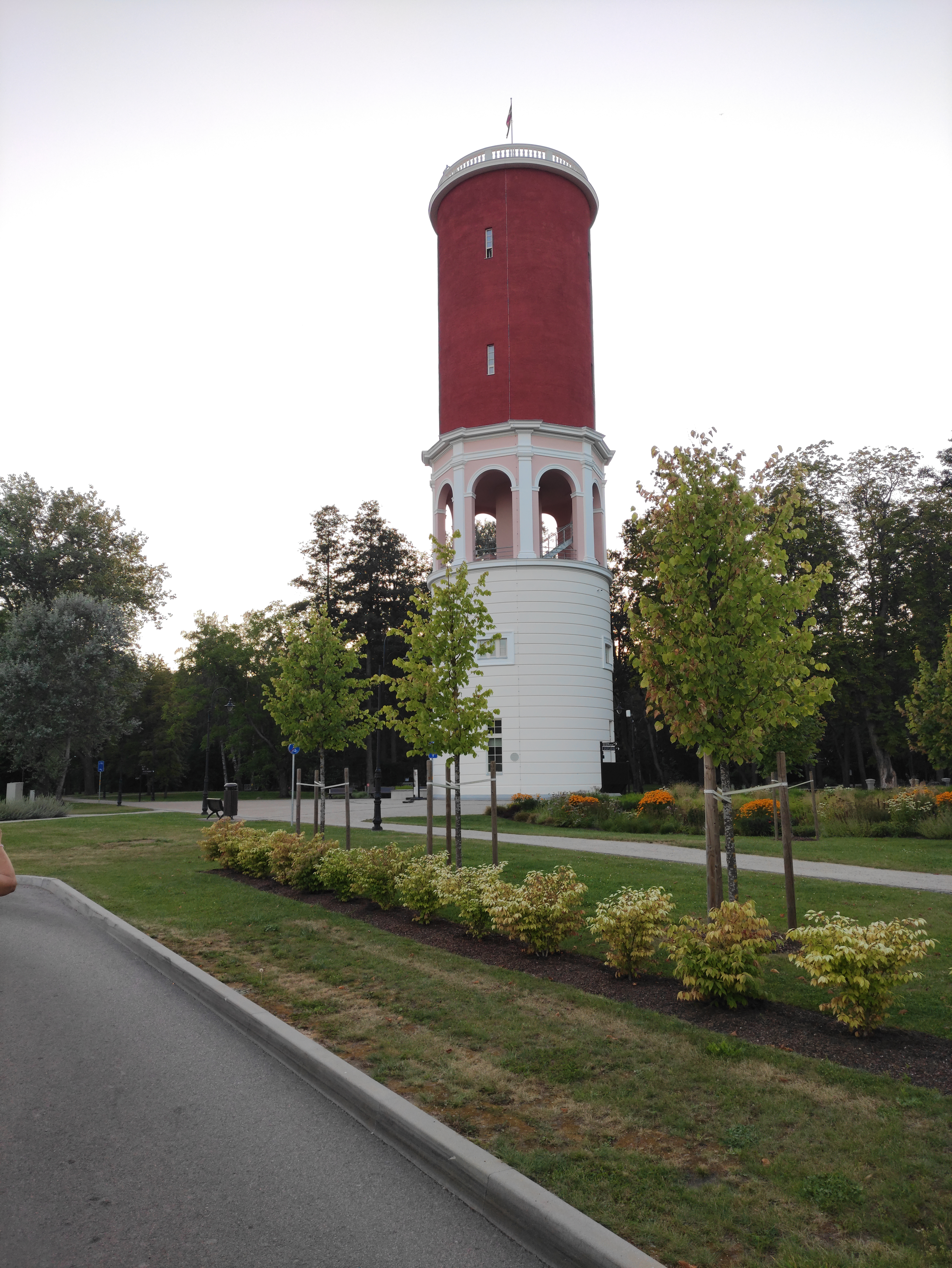